# Entada borneensis
Entada borneensis là một loài thực vật có hoa trong họ Đậu. Loài này được Ridl miêu tả khoa học đầu tiên.